# Un complotto tra le onde del mare
Un complotto tra le onde del mare (Les voyages de Corentin) è una serie televisiva a cartoni animati prodotta da Saban International Paris nel 1993. In Italia la trasmissione è partita martedì 14 giugno 1994 su Canale 5 alle ore 17:00 all'interno del contenitore Bim Bum Bam, salvo poi essere sospesa dopo una sola settimana per ripartire dall'inizio il 1º luglio su Italia 1 alle 8:05, arrivando alla conclusione.
La proprietà della serie è passata alla Disney nel 2001, quando la Disney ha acquisito Fox Kids Worldwide, che include anche Saban Entertainment. La serie non è disponibile su Disney+.

## Personaggi e doppiatori
- Philip - Davide Garbolino
- Gaston - Diego Sabre
- Marie - Debora Magnaghi
- Sarina - Patrizia Scianca
- Sfregiato - Massimo Loreto
- Tre Dita - Maurizio Scattorin
- Gisel - Grazia Migneco
- Fortier - Riccardo Peroni
- Aldon - Alberto Olivero